# Tuyên bố Vilnius của OSCE
Tuyên bố Vilnius của OSCE là một tuyên bố đã được biểu quyết và chấp thuận bởi Tổ chức An ninh và Hợp tác châu Âu (OSCE) trong cuộc họp mặt hàng năm lần thứ 18 của hội đồng quốc hội của nó (parliamentary assembly), mà đã xảy ra ở Vilnius từ 29 tháng 6 tới 3 tháng 7 năm 2009.
Bản tuyên bố bao gồm 28 nghi quyết đề cập tới một số vấn đề, bao gồm "...làm vững mạnh OSCE, quan sát bầu cử, vấn đề an toàn thực phẩm trong khu vực OSCE, cuộc khủng hoảng kinh tế thế giới và những hậu quả về xã hội của nó, Iran, Afghanistan, nhân quyền và tự do dân sự, kiểm soát vũ khí và giảm quân bị ở Âu Châu, người nước ngoài lao động ở Trung Á, an toàn năng lượng, thay đổi môi trường, quản lý nước, tự do ngôn luận trên Internet, ngưng án tử hình." Việc lên án chủ nghĩa toàn trị và ủng hộ Ngày Âu Châu tưởng niệm các nạn nhân của chủ nghĩa Stalin và chủ nghĩa Quốc xã đưa tới những phản đối của Nga và gây sự chú ý của truyền thông quốc tế.

## Lên án chủ nghĩa toàn trị
Nghị quyết của OSCE về "Tái thống nhất Âu Châu: cổ vũ cho nhân quyền và tự do dân sự ở khu vực OSCE trong thế kỷ 21" đáng được chú ý vì việc lên án chủ nghĩa toàn trị. Nghi quyết đã viết "Trong thế kỷ 20 các quốc gia châu Âu đã phải trải qua 2 chế độ toàn trị chính, Quốc xã và Stalinist, mà đã đưa tới việc diệt chủng, những vi phạm về nhân quyền và tự do, tội ác chiến tranh và Tội ác chống lại loài người," thúc dục tất cả các thành viên OSCE "thống nhất chống lại tất cả những quyền lực toàn trị bất kể từ ý thức hệ nào," lên án "sự ca ngợi các chế độ toàn trị, bao gồm những cuộc biểu tình công cộng tuyên dương những quá khứ của Quốc xã hay chủ nghĩa Stalin," và bày tỏ sự ủng hộ cho Ngày Âu Châu tưởng niệm các nạn nhân của chủ nghĩa Stalin và chủ nghĩa Quốc xã, mà đã được tuyên bố bởi nghị viện châu Âu 2008.
Nghị quyết này đã bị chỉ trích bởi Nga, bởi vì Joseph Stalin "vẫn tiếp tục là người hùng trong mắt của nhiều người Nga". Phái đoàn Nga cố gắng nhưng đã thất bại trong việc vận động rút lại nghị quyết này. Trong số 213 đại biểu có mặt từ 50 nước, 201 ủng hộ nghị quyết, 8 bỏ phiếu chống và 4 phiếu trắng.